# Chimonanthus praecox
Il calicanto (Chimonanthus praecox) è un arbusto con fiori giallo chiaro esternamente e rosso porpora internamente. È usato come pianta ornamentale nei giardini per la fioritura molto profumata che avviene in pieno inverno, sui rami spogli, anche in presenza di gelo; è una specie comune nei giardini romantici ottocenteschi.
È originario dell'Estremo Oriente e in particolare della Cina; è stato introdotto in Giappone nel periodo Edo. In Italia, oltre che come ornamentale, è presente come alloctona casuale da 0 a 1000 m in Emilia-Romagna, nelle Marche e in Trentino - Alto Adige.

## Etimologia
Il nome comune "calicanto" deriva da quello del genere al quale inizialmente la specie era attribuita: Calycanthus, composto del greco kàlyx (κάλυξ) «calice», e ànthos (ἄνϑος) «fiore» e quindi "fiore a calice".
Il nome del genere, Chimonanthus, deriva anch'esso dal greco: cheimòn (χειμών) «inverno», e ànthos (ἄνϑος) «fiore», e quindi "fiore d'inverno".
Il nome specifico, praecox, è termine latino che significa "precoce", in riferimento alla fioritura invernale.

## Descrizione
Il portamento è arbustivo e l'altezza varia dai 2 ai 4 m.
I fusti sono eretti e ramificati, le foglie lanceolate e caduche, i fiori ascellari con i sepali esterni giallo chiaro e quelli interni rosso porpora. I frutti hanno dimensioni da 2-6 a 1-2,5 cm; sono sublegnosi, con apice ristretto, coronati da 9 o 10 appendici lanceolate e contengono da 3 a 11 semi. I semi sono acheni bruni, ellissoidi o reniformi, con dimensioni da 15-16,5 a 5-5,6 mm e sono pubescenti alla base.

## Coltivazione
È coltivato nelle zone a clima temperato d'Europa, del Nord America e dell'Asia. In Iran è chiamata gol-e yakh (گل‌یخ) cioè "fiore di ghiaccio". Per la sua profumatissima e copiosa fioritura invernale, che spicca ancor più perché avviene sui rami ancora spogli, era una specie comunemente introdotta nei giardini romantici ottocenteschi, che rendevano interessanti in una stagione in cui tutte le altre piante sono in riposo. Il fatto che il profumo dei fiori si diffonda nell'aria, anche ad una certa distanza dalla pianta, accresce il suo valore ornamentale.
Cresce vigoroso in posizioni soleggiate o parzialmente ombreggiate. Il terreno deve essere ben drenato, fertile, neutro o leggermente acido; vanno evitati i ristagni d'acqua. L'epoca di piantagione migliore è quella autunnale.
La potatura non è necessaria, ma se per motivi particolari si volesse effettuarla è importante che venga eseguita nell'epoca giusta, ossia appena dopo che la pianta è sfiorita. Se si pota in epoca diversa, la pianta non potrà fiorire l'anno successivo, cosa particolarmente grave dato che il calicanto ha valore ornamentale soltanto quando è in fiore.

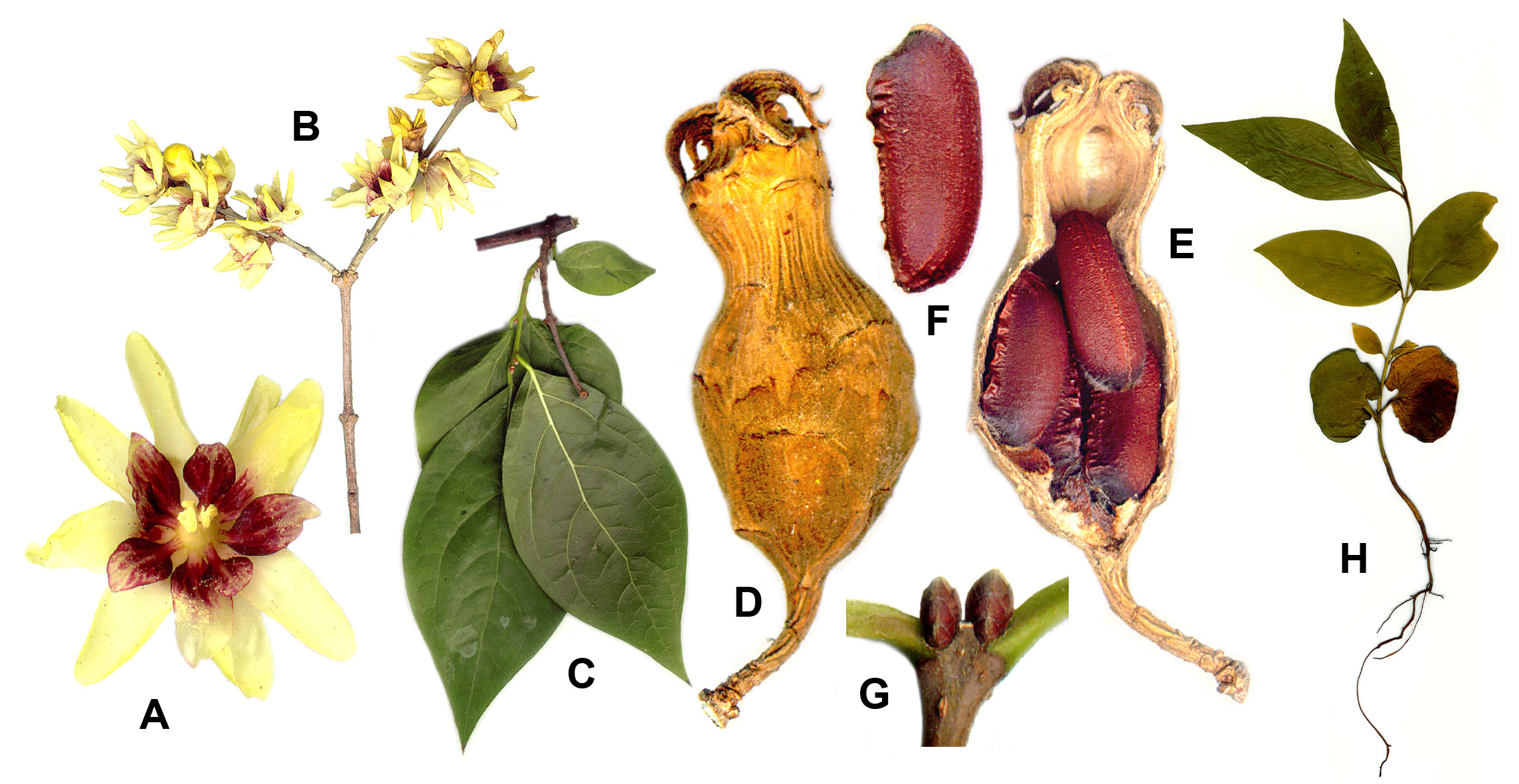
A e B: fiori
C: foglie
D: frutto
E: frutto sezionato longitudinalmente per mostrare i semi
F: seme
G: gemme
H: piantina

## Tassonomia
La specie fu pubblicata per la prima volta nel 1762 con il nome Calycanthus praecox da Linneo in Species Plantarum. È stato ridenominato Chimonanthus praecox (L.) Link nel 1822 da Heinrich Friedrich Link nella Enumeratio Plantarum Horti Regii Berolinensis Altera Altri sinonimi sono: Chimonanthus fragrans Lindl., Chimonanthus parviflorus Raf.,Chimonanthus yunnanensis W.W.Sm., Butneria praecox (L.) CKSchneid., Meratia praecox (L.) Rehder & EH Wilson.

## Galleria d'immagini

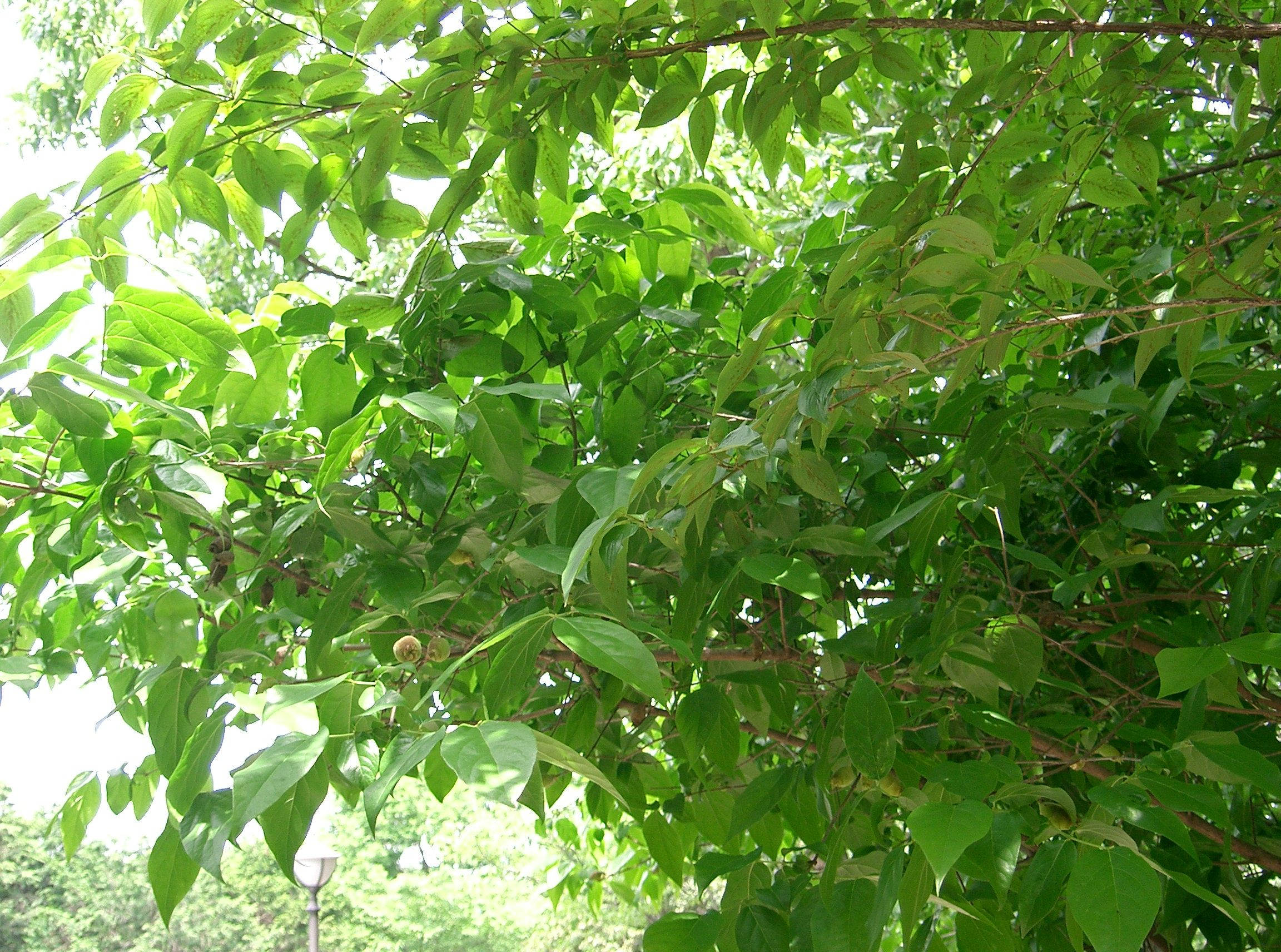
Aspetto primaverile ed estivo
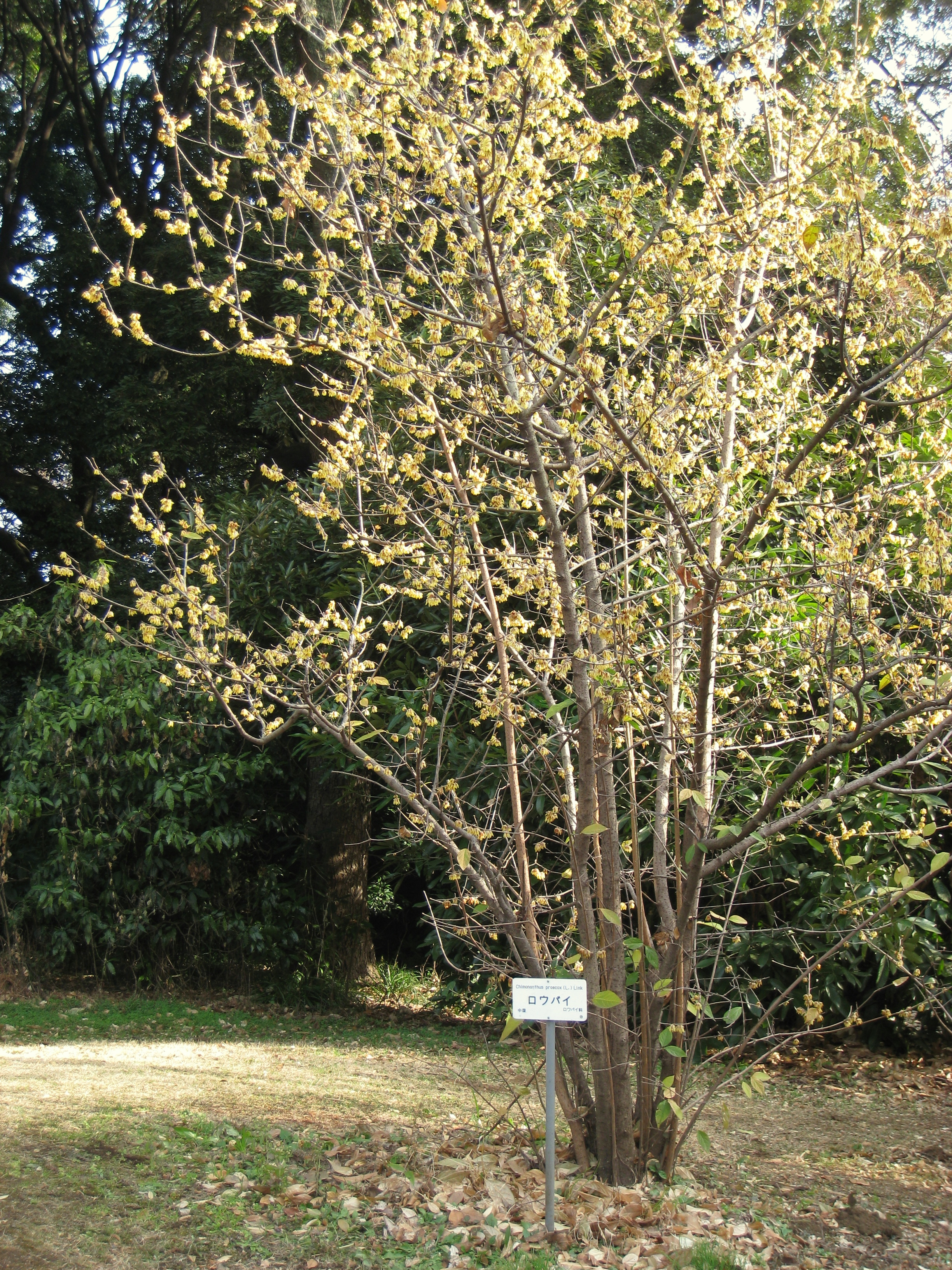
Aspetto generale della pianta durante la fioritura
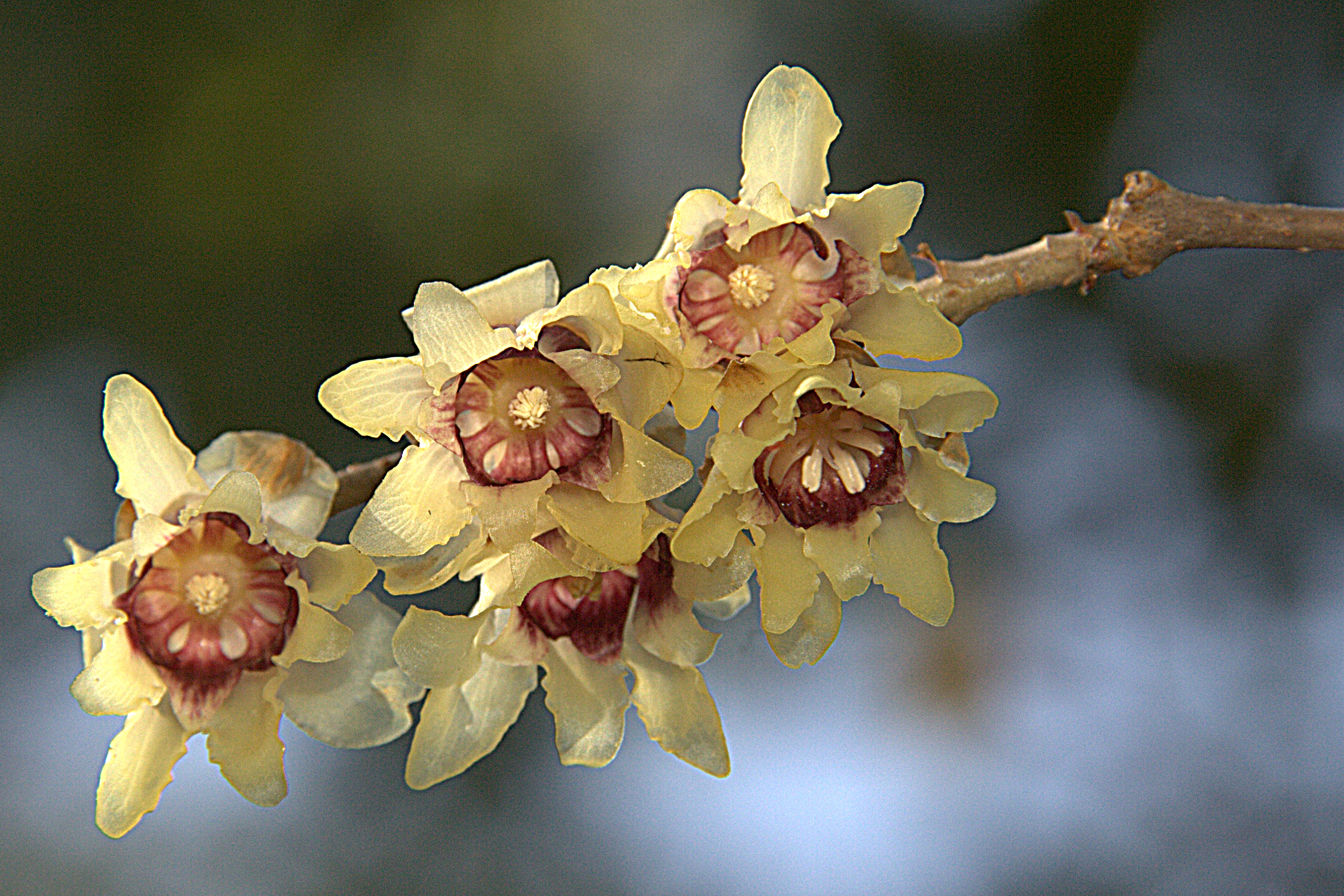
Fiori
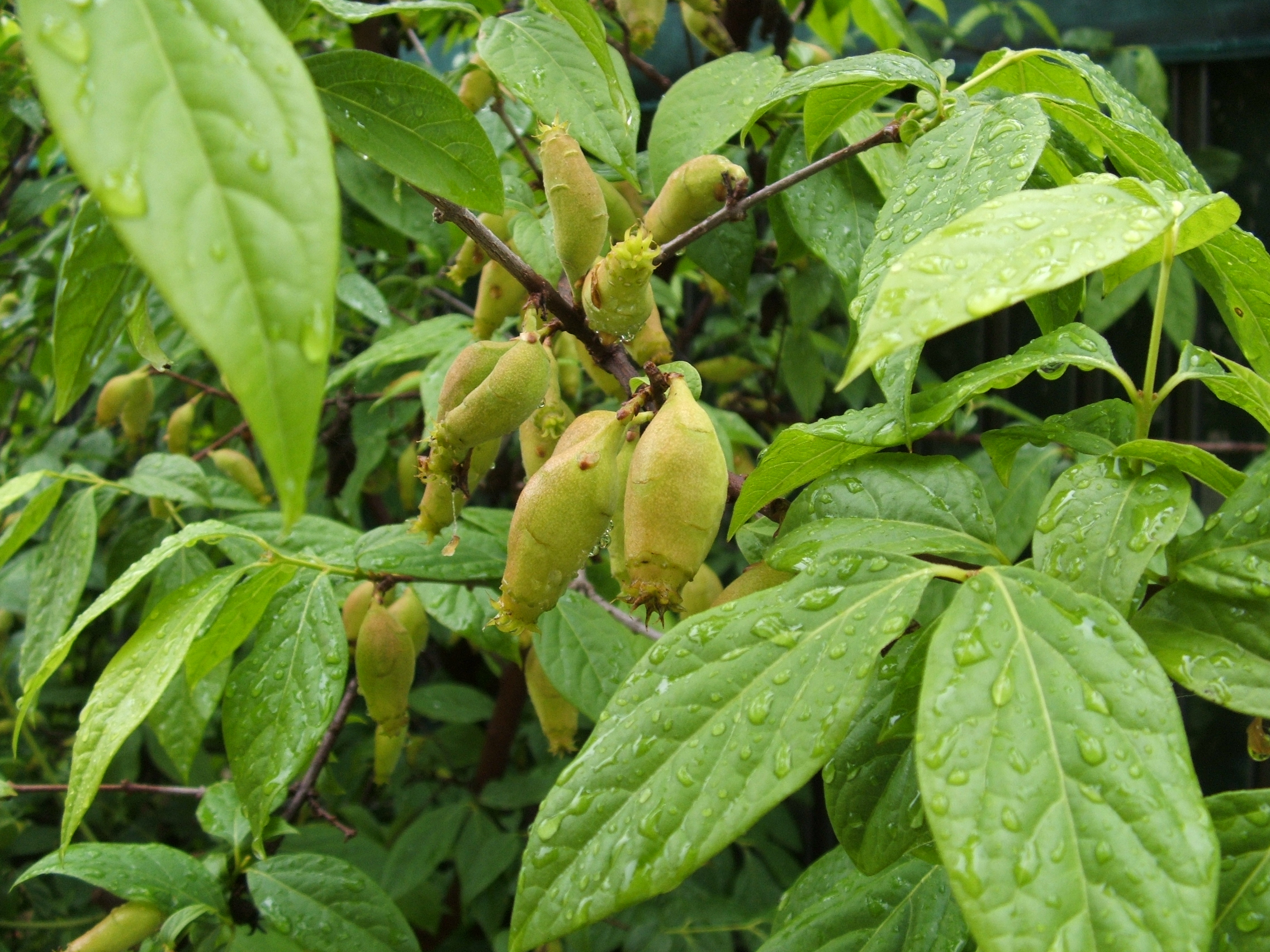
Frutti e foglie
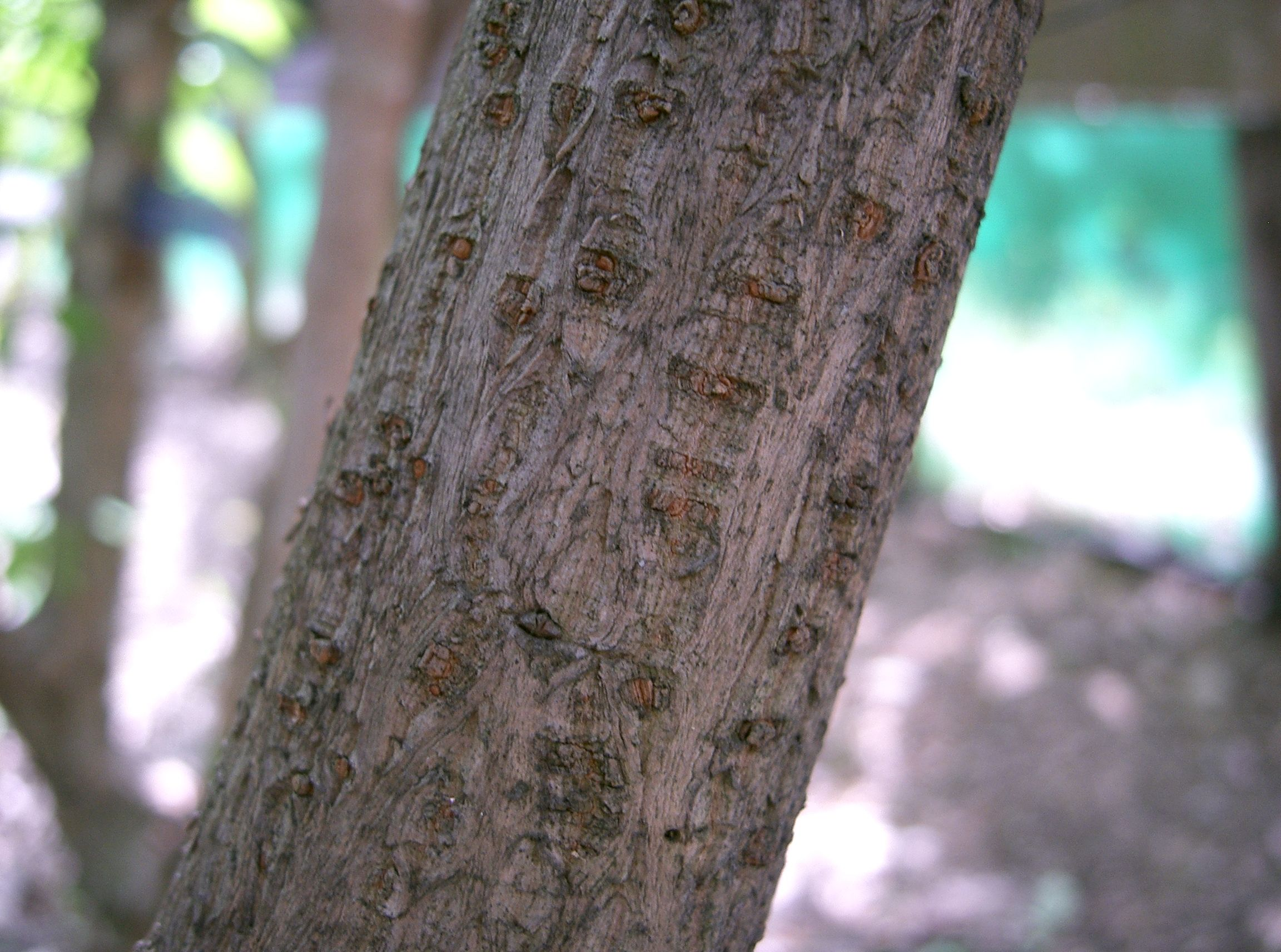
Corteccia